# Oreochromis karongae
Oreochromis karongae ist eine Fischart aus der Familie der Buntbarsche (Cichlidae), die im ostafrikanischen Malawisee und seiner Umgebung, darunter der Malombesee und die Kraterseen Ikapu und Itamba vorkommt.

## Merkmale
Oreochromis karongae ist eine große Buntbarschart und erreicht eine maximale Standardlänge von 42 cm. Die Kopflänge liegt bei 31 bis 36 % der Standardlänge. Der Kopf ist breit und abgerundet; die Kiefer sind kurz und mit zahlreichen Zähnen besetzt, die in vier bis sechs breiten Bändern angeordnet sind. Männchen sind schwarz gefärbt, Rücken- und Schwanzflosse haben weiße Ränder. Ihre Genitalanhänge sind rosa oder hellgelb und können lang sein. Weibchen und Jungfische sind grau mit vier bis sechs senkrechten Streifen auf den Körperseiten. Sie können nicht sicher von Weibchen und Jungfischen von Oreochromis squamipinnis unterschieden werden. Die Weibchen und Jungfische aus dem Kratersee Ikapu sind leuchtend goldgelb gefärbt.
- Flossenformel: Dorsale XV–XVII/10–12, Anale III/8–10.[1]

## Lebensweise
Oreochromis karongae kommt in allen Bereichen des Sees vor und wurde in mit Pflanzen bewachsenen Buchten, in reinen Felsregionen, über Sandflächen und in Übergangsbiotopen beobachtet. Meist hält sich die Art in flachem Wasser, nicht tiefer als zehn Meter auf. Die Maximaltiefe in der Oreochromis karongae noch beobachtet wurde liegt bei 40 bis 50 Metern. Die Fische ernähren sich vor allem von Phytoplankton und nehmen gelegentlich auch Sediment und Sand vom Seeboden auf. Eine mit besonders vielen Zähnen ausgestattete Morphe frisst möglicherweise auch Aufwuchs an den Felsen. Kieselalgen sind der wichtigste Bestandteil der Nahrung.
Wie alle Oreochromis-Arten ist Oreochromis karongae ein Maulbrüter, wobei das Weibchen die Brutpflege übernimmt, während das Männchen das Revier verteidigt. Die für die Fortpflanzung errichteten Reviere befinden sich in Wassertiefen bis maximal 28 Metern. Zur Eiablage bauen die Männchen Gruben in den Sand, die manchmal die Form großer bis 1,9 Meter im Durchmesser messender Krater annehmen können. Die Größe der Laichgruben steht in Bezug zu Größe der Männchen. Abgelaicht wird meist in den frühen Morgenstunden. Danach nimmt das Weibchen die befruchteten Eier ins Maul und trägt sie mit sich herum. Die Jungfische werden im Maul geschützt, bis sie eine Größe von etwa 24 mm erreicht haben.
Oreochromis karongae wird stark befischt und die IUCN schätzt den Bestand als vom Aussterben bedroht (Critically Endangered) ein.

## Systematik
Die Art wurde im Jahr 1941 durch die britische Ichtyologin Zoologen Ethelwynn Trewavas erstmals wissenschaftlich beschrieben und damals der Gattung Tilapia zugeordnet. Heute gehört sie zu Oreochromis und dort zu den sogenannten „Geißeltilapien“ (Untergattung Nyasalapia), deren Männchen speziell geformte Anhänge an der Genitalpapille besitzen. Das Merkmal hat sich aber möglicherweise mehrfach unabhängig voneinander herausgebildet und die Untergattung Nyasalapia wäre dann nicht monophyletisch. Oreochromis saka, im Jahr 1953 durch R. H. Lowe beschrieben, ist möglicherweise nur eine geografische Morphe oder ein Synonym von O. karongae.

## Belege
1. 1 2 3 4 5  Oreochromis karongae auf Fishbase.org (englisch)
2. ↑  Ethelwynn Trewavas (1983). Tilapiine fishes of the genera Sarotherodon, Oreochromis, and Danakilia /. London: British Museum (Natural History). doi:10.5962/bhl.title.123198, Seite 465.
3. ↑  Oreochromis karongae in der Roten Liste gefährdeter Arten der IUCN 2018. Eingestellt von: Kanyerere, G.Z., Phiri, T.B. & Shechonge, A., 2018. Abgerufen am 15. August 2019.
4. ↑  Oreochromis karongae im Catalog of Fishes (englisch)
5. 1 2  Ford, A.G.P., Bullen, T.R., Pang, L., Genner, M.J., Bills, R., Flouri, T., Ngatunga, B.P., Rüber, L., Schliewen, U.K., Seehausen, O., Shechonge, A., Stiassny, M.L.J., Turner, G.F. & Day, J.J. (2019): Molecular phylogeny of Oreochromis (Cichlidae: Oreochromini) reveals mito-nuclear discordance and multiple colonisation of adverse aquatic environments. Molecular Phylogenetics and Evolution, April 2019, doi: 10.1016/j.ympev.2019.04.008
6. ↑  Oreochromis saka im Catalog of Fishes (englisch)